# Protracheoniscus longistylus
Protracheoniscus longistylus är en kräftdjursart som beskrevs av Arcangeli1939. Protracheoniscus longistylus ingår i släktet Protracheoniscus och familjen Trachelipodidae. Inga underarter finns listade i Catalogue of Life.